# 哥本哈根标准
哥本哈根标准（英語：Copenhagen criteria）是一系列用来衡量某国家是否有资格加入欧盟的标准。它是由欧洲理事会于1993年6月在丹麦首都哥本哈根制定出。政治方面，它主要要求候选国有稳定的民主制、尊重人权、法治和保护少數族群；经济方面，它要求候选国真正地实行市场经济；法律方面，则要求候选国接受欧盟法律中的公共法、规则和政策。